# Jagdstaffel 75
Jagdstaffel Nr. 75 - Königlich Preußische Jagdstaffel Nr. 75 - Jasta 75 – jednostka Luftstreitkräfte z okresu I wojny światowej.

## Informacje ogólne
Jednostka została utworzona w 16 lutego 1918 roku w Fliegerersatz Abteilung Nr. 2 Piła. Organizację eskadry powierzono przybyłemu z Jagdstaffel 14 porucznikowi Hasso von Wedel.
Zdolność bojową eskadra osiągnęła 25 lutego, a 1 marca została przydzielona pod dowództwo Armee-Abteilung "B", gdzie pozostała do końca wojny, i umieszczona na lotnisku w Habsheim.
Piloci eskadry latali na samolotach Albatros D.III, Albatros D.V i Fokker D.VII
Jasta 75 w całym okresie wojny odniosła 4 zwycięstwa. W okresie od lutego do listopada 1918 roku jej straty wynosiły 1 ranny.
Łącznie w jednostce służył jeden asów myśliwskich:
Hans von Wedel (1)

### Dowódcy Eskadry
| Stopień      | Nazwisko        | Okres                   |
| ------------ | --------------- | ----------------------- |
| Porucznik    | Hasso von Wedel | 16.02.1918 – 28.06.1918 |
| Podporucznik | Lothar Haussler | 28.06.1918 - 1.08.1918  |
| Porucznik    | Hasso von Wedel | 1.08.1918 – 21.08.1918  |
| Porucznik    | Walter Karjus   | 28.08.1918 – 11.11.1918 |